# Wim Henderickx
Pour les articles homonymes, voir Henderickx.
Wim Henderickx (/wɪm ˈɦɛndərɪks/), né le 17 mars 1962 à Lierre (province d'Anvers) et mort le 18 décembre 2022 à Anvers, est un compositeur belge de musique contemporaine.
Après ses études au Conservatoire royal d'Anvers, à l'IRCAM, au conservatoire royal de La Haye et à l'Internationale Ferienkurse für Neue Musik de Darmstadt, il devient professeur de composition aux conservatoires d'Anvers et d'Amsterdam,.
À partir d'août 2013, il est artiste en résidence à de Filharmonie, l'orchestre philharmonique royal de Flandre.

## Style
La musique de Wim Henderickx est caractérisée par l'influence d'éléments non occidentaux, particulièrement issus de la musique indienne, du raga des rythmes des musiques africaines. Il joue sur les changements de timbres et de structures inspirés par la philosophie orientale. Il est aussi influencé par des compositeurs comme Olivier Messiaen, Iannis Xenakis, Igor Stravinsky, György Ligeti ou Béla Bartók. En tant que percussionniste, il utilise toujours un large panel d'instruments à percussion dans ses œuvres.

## Récompenses
Wim Henderickx a reçu Jeugd en Muziekprijs Vlaanderen (Belgique), le premier prix de composition au concours de Québec au Canada, le prix E. Baie pour un artiste flamand talentueux en 1999 décerné par la province d'Anvers. En 2006, il est nommé par le ministre de la culture pour Prix de la Culture de la Communauté flamande,.

## Œuvres
- Mysterium (1989) pour 10 instruments à vent
- OM (1992) pour quatuor à cordes
- Dawn (1992) pour mezzo-soprano, chœur de femmes et ensemble instrumental.
- Triumph of Spirit over Matter (2000), opéra
- Achilleus, opéra produit en 2003 par l'Opéra flamand. Une version danoise est présentée en 2006 à Copenhague.
- Een Totale Entführung
- Olek schoot een beer ..., basée sur une adaptation de la légende slave de l'Oiseau de feu[4].
- Canzone pour voix et piano, commissionnée pour la semi-finale du Concours musical international Reine Élisabeth de Belgique.

Cycle tantrique :
- The Seven Chakras pour quatuor à cordes (2004)
- Nada Brahma pour soprano, ensemble et électronique (2005)
- Mayas Dream pour hautbois et ensemble (2005)
- Void pour 5 chanteurs, ensemble et électronique (2007)
- Disappearing in Light, pour mezzo-soprano, alto, flûte alto et percussions (2008)
- Tejas (What does the sound of the universe look like?) pour orchere symphonique (2009)
- Mudra pour ensemble instrumental (2010)

- Confrontations pour percussions (2004).
- Groove! pour percussions et orchestre (2011)
- Symphonie no 1 (At the Edge of the World) (2012)
- Atlantic Wall pour mezzo-soprano, ensemble, vidéo et électronique
- Resonating Light pour vents, percussion et contrebasse (2013)
- Antifoon (A resonating bridge) pour 500 musiciens (2014)
- Visioni ed Estasi pour chœur (2015)